# Heliophanus variabilis
Heliophanus variabilis là một loài nhện trong họ Salticidae.
Loài này thuộc chi Heliophanus. Heliophanus variabilis được Vinson miêu tả năm 1863.